# Șutnivți, Camenița
Șutnivți (în ucraineană Шутнівці) este un sat în comuna Ustea din raionul Camenița, regiunea Hmelnîțkîi, Ucraina.

## Demografie
Componența lingvistică a localității Șutnivți
     Ucraineană (98,7%)
     Rusă (1,3%)
Conform recensământului din 2001, majoritatea populației localității Șutnivți era vorbitoare de ucraineană (98,7%), existând în minoritate și vorbitori de rusă (1,3%).